# Guercoeur

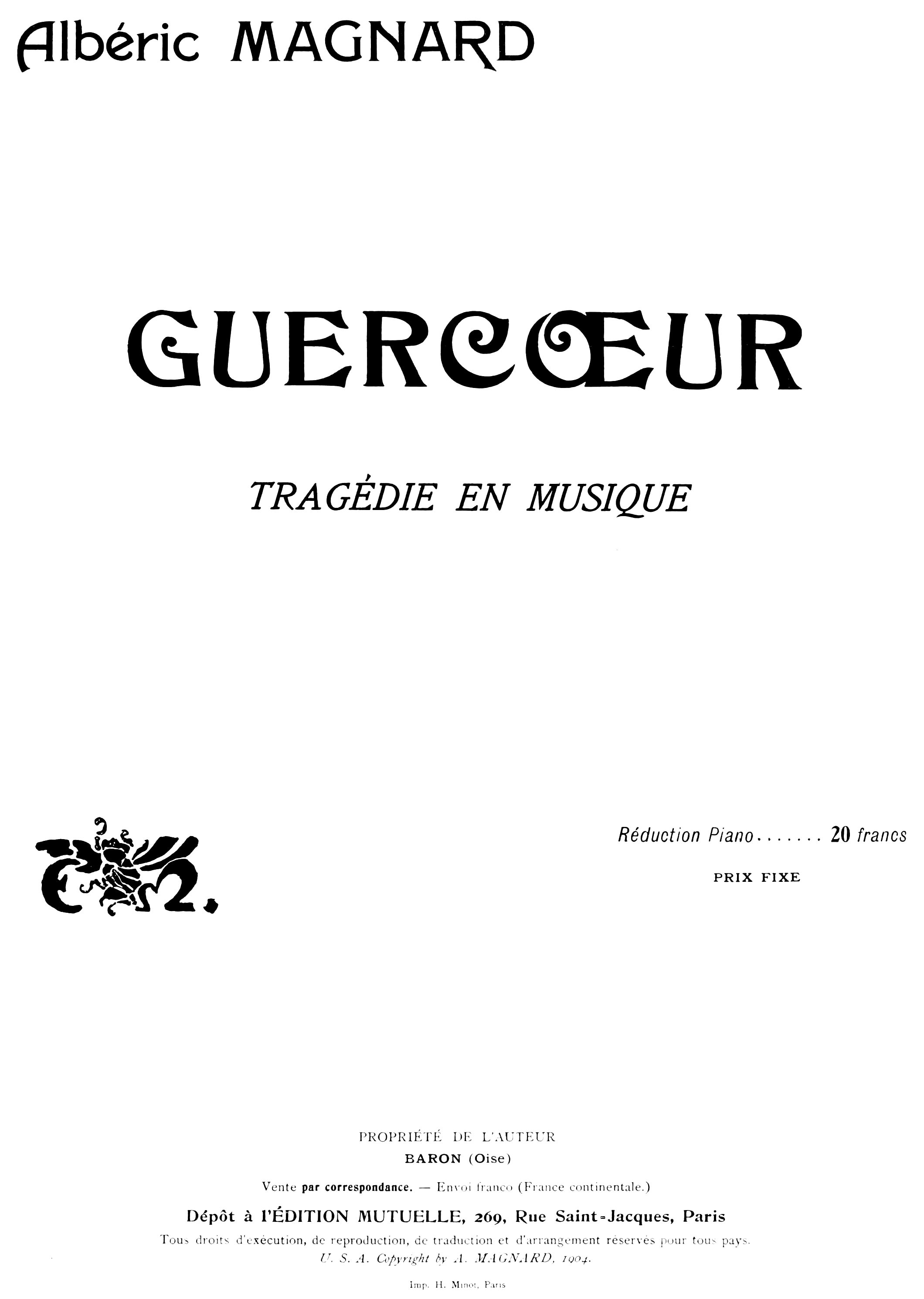
Portada de la partitura para piano de Guercœur, París 1904.

Portada de la partitura para piano Guercœur- París 1904
Portada de la partitura para piano - París 1904
Guercoeur es una ópera en tres actos con música y libreto de Albéric Magnard. Se estrenó póstumamente en la Ópera de París el 24 de abril de 1931, aunque se escribió en su mayor parte entre 1897 y 1901. 
El compositor murió tratando de salvar su casa de la invasión alemana al comienzo de la Primera Guerra Mundial, en 1914, y la obra fue parcialmente destruida por el fuego. Su amigo, Guy Ropartz reconstruyó las secciones perdidas, y la obra se pudo representar. La música refleja la fuerte influencia de Wagner.

## Personajes
| Personaje | Tesitura | Reparto del estreno Director: François Ruhlmann |
| --------- | -------- | ----------------------------------------------- |
| Guercoeur | barítono | Arthur Endrèze                                  |
| Heurtal   | tenor    | Victor Forti                                    |
| Giselle   | soprano  | Marisa Ferrer                                   |
| La Verité | soprano  | Yvonne Gall                                     |

## Grabaciones
- Guercoeur José van Dam, Hildegard Behrens, Gary Lakes, Nadine Denize, Orfeón Donostiarra, Orquesta del Capitole de Toulouse, dirigido por Michel Plasson (EMI).